# Sandra Manderson
Sandra Manderson (2 de diciembre de 1954) es una deportista neozelandesa que compitió en judo. Ganó tres medallas de oro en el Campeonato de Oceanía de Judo entre los años 1975 y 1979.

## Palmarés internacional
| Campeonato de Oceanía | Campeonato de Oceanía        | Campeonato de Oceanía | Campeonato de Oceanía |
| Año                   | Lugar                        | Medalla               | Categoría             |
| --------------------- | ---------------------------- | --------------------- | --------------------- |
| 1975                  | Christchurch (Nueva Zelanda) | Medalla de oro        | –63 kg                |
| 1977                  | Melbourne (Australia)        | Medalla de oro        | –63 kg                |
| 1979                  | Rotorua (Nueva Zelanda)      | Medalla de oro        | Abierta               |